# Horváth Tibor (nyelvész)
Horváth Tibor (Torda, 1938. augusztus 16. –) romániai magyar nyelvész, Horváth Andor bátyja.

## Életpályája
Középiskolai tanulmányait 1959-ben Kolozsvárt végezte a 7. számú Líceumban. A Babeș–Bolyai Tudományegyetemen szerzett magyar nyelv és irodalom szakos tanári oklevelet (1960). Előbb általános iskolai tanár Szilágygörcsönben, majd 1961-től főgyakornok a kolozsvári magyar nyelvtudományi tanszéken. 1964-től az Egyetemi Könyvtárban, majd a történelem–filozófia kar könyvtárosaként dolgozott.
Első írása emlékezés Bajza Józsefre az Igazságban (1958). Műfordítás-elemző, nyelvművelő, verstani-stilisztikai cikkeit, könyvismertetéseit a Korunk, Utunk, Igaz Szó, A Hét, Nyelv- és Irodalomtudományi Közlemények közli. Funkcionális verstani tanulmányaiból és a műfordítások stilisztikai elemzéséből leszűrt tapasztalatait beépíti az első hazai magyar stilisztikai kézikönyv általa írt fejezeteibe (Bartha János–Horváth Tibor – J. Nagy Mária–Szabó Zoltán: Kis magyar stilisztika. 1968). Az 1970-es években a műfordítás és nyelvművelés tárgykörén kívül zenei vonatkozású cikkeket is közölt, így a népdalvita keretében (Nem a szakma belső ügye. A Hét, 1972/14). Bibliográfusként részt vett az egyetem alkalmazottainak tudományos munkásságát felmérő kiadványsorozat szerkesztésében (Activitatea științifică a Universității Babeș–Bolyai din Cluj-Napoca. Bibliografie selectivă I. 1974; II. 1979).